# Congrès International d'Architecture Moderne

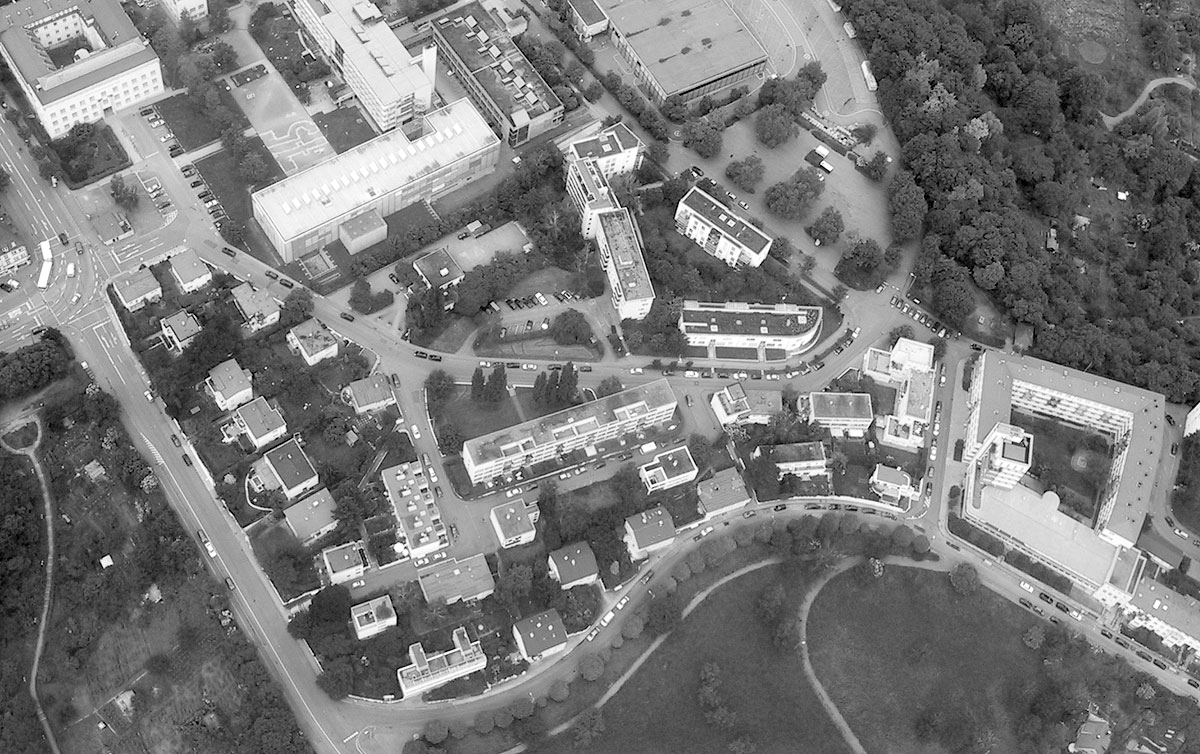
Cartierul Weissenhof realizat în Stuttgart în 1927. CIAM a promovat arhitectura modernistă în stilul cubist, Bauhaus, De Stijl, precum și construirea Palatul Națiunilor din Geneva. Mișcări artistice paralele ale anilor 1920 includ stilurile arhitectonice ale expresionismului, constructivismului, Art Deco-ului și tradiționalismului.

Congresul internațional de arhitectură modernă, conform originalului din limba franceză,  Congrès International d'Architecture Moderne  (cunoscut și sub acronimul CIAM, sau sub forma sa din limba engleză, International Congress of Modern Architecture), a fost un forum mondial al arhitecților, fondat în 1928 și dezmembrat în 1959, care a constat dintr-o serie de unsprezece conferințe dedicate arhitecturii moderniste.

## Formare și componență
Fondarea Congresului internațional de arhitectură modernă s-a făcut în iunie 1928, la Chateau de la Sarraz din Elveția, de către un grup de 28 de arhitecți europeni, fiind organizată de Le Corbusier, Hélène de Mandrot (proprietara castelului) și Sigfried Giedion, care a și fost primul său secretar general. CIAM a fost unul din numeroasele manifesto-uri ale arhitecturii secolului 20, menit să avanseze "arhitectura ca artă socială".
Alți membri fondatori includeau Karl Moser (primul președinte), Victor Bourgeois, Pierre Chareau, Josef Frank, Gabriel Guevrekian, Max Ernst Haefeli, Hugo Häring, Arnold Höchel, Huib Hoste, Pierre Jeanneret (un văr de-al lui Le Corbusier), André Lurçat, Ernst May, Fernando García Mercadal, Hannes Meyer, Werner Max Moser, Carlo Enrico Rava, Gerrit Rietveld, Alberto Sartoris, Hans Schmidt, Mart Stam, Rudolf Steiger, Henri-Robert Von der Mühll și Juan de Zavala. Delegații sovietici ar fi trebuit să fie El Lissitzky, Nikolai Kolli și Moisei Ginzburg, dar nu au putut participa la Conferința Sarraz din cauza imposibilității obținerii vizelor.
Alți membri care s-au alăturat ulterior au inclus pe Alvar Aalto, Louis Herman De Koninck (în 1929) și Hendrik Petrus Berlage. În 1941, alături de Walter Gropius, Richard J. Neutra, José Luis Sert și alții, Harwell Hamilton Harris, desemnat ca secretar al ramurii americane a CIAM, s-au alăturat pentru a forma CIAM Chapter for Relief and Post War Planning  în New York City.

## Influență
Organizația a fost extrem de influentă nu numai în cele trei decenii cât a existat efectiv, cât și în anii care au urmat dezmembrării acesteia. A fost profund dedicată formalizării principiilor mișcarii moderniste, dar și considerării arhitecturii ca un important instrument politic și economic care putea și trebuia să schimbe lumea în bine prin promovarea designului de clădiri, respectiv prin planificare urbană.

### Perioada interbelică
Cel de-al patrulea congres al CIAM, CIAM IV, organizat în 1933 ar fi trebuit să se fi ținut în Uniunea Sovietică, la Moscova. Concursul arhitectural organizat în capitalul statului sovietic, menit să producă un proiect pentru construirea, niciodată terminatului, Palat al Sovietelor, a fost în mod esențial deteriorat de politicienii sovietici, mai exact de Stalin. Pentru Le Corbusier, cel mai influent membru al CIAM, această intervenție a politicului în arhitectură și urbanism a fost o dovadă clară de abandonare a principiilor CIAM de către societatea sovietică a deceniului al treilea al secolului 20. Ca urmare, congresul s-a desfășurat la bordul navei maritime SS Patris II, în timpul croazierei acestuia între Marsilia, Franța și Atena, Grecia.
Pe bordul navei, grupul a discutat principiile Orașului funcțional, concept care a adâncit și lărgit scopurile CIAM-ului dinspre arhitectură înspre planificare urbană. Bazat pe studiul comparativ a treizeci-și-trei de orașe, CIAM a propus ca problemele sociale pe care orașele le aveau să fie rezolvate prin separare pur funcțională și distribuție a populației în blocuri înalte de apartamente separate prin intervale spațiale largi, în care urmau a fi create parcuri și spații de joacă și recreere. Aceste propuneri nu au fost practic făcute publice între 1933 și 1942, când Le Corbusier, acționând de unul singur, le-a publicat sub forma unui document cunoscut sub numele de "Athens Charter."

### După cea de-a doua conflagrație mondială
Cum membri CIAM erau arhitecți de renume, care au început să călătorească în întreaga lume după cel de-al doilea război mondial, multe din ideile lor s-au răspândit în afara Europei, mai ales în Lumea Nouă, și cu precădere în Statele Unite, Canada și Brazilia. Ideile valoroase ale planificării urbane au fost adoptate în reconstruirea Europei distrusă de război chiar și atunci când unii din membrii acestei organizații profesionale aveau dubii uneori foarte serioase, printre care se numărau și Alison și Peter Smithson. Aplicate în perioada imediat ulterioară terminării războiului, multe din aceste idei valoroase în sine au fost compromise fie de bugete foarte limitate, o modestă înțelegere a conceptelor în sine sau chiar de rezistența localnicilor. Spre exemplu propunerea lui Mart Stam, în stilul ideilor CIAM, de re-planificare al orașului Dresden, total distrus la terminarea războiului, a fost refuzată de locuitorii Dresdei, care au considerat-o „un atac total asupra orașului”.

## Dezmembrare și emergență
Organizația CIAM a fost dezmembrată în 1959, constatând o continuă divergență a opiniilor și direcțiilor luate de membrii săi în perioada de început a anilor 1950. Însuși Le Corbusier părăsise CIAM în 1955, prezentând ca motiv al plecării sale creșterea constantă a folosirii limbuii engleze de-a lungul întrunirilor organizației.
Începând cu 1953, grupul așa numit Echipa 10 (conform, Team 10) a fost foarte activ, pe de o parte încercând să salveze CIAM prin restructurare, iar ulterior, când încercarea devenise clar ineficientă, să ajute emergența altor grupuri. Astfel, două mișcări diferite au apărut, Noul Brutalism (conform New Brutalism) al membrilor englezi, Alison and Peter Smithson, respectiv structuralismul arhitectural al olandezilor Aldo van Eyck și Jacob Bakema.

## CIRPAC
Comitetul ales de conducere al CIAM a fost numit pe scurt CIRPAC, acronim pentru Comité International pour la Résolution des Problèmes de l’Architecture Contemporaine, în română, Comitetul Internațional pentru rezolvarea problemelor în arhictectura contemporană.

## Conferințe
Cele unsprezece conferințe ale CIAM au fost următoarele
- 1928, CIAM I, La Sarraz, Elveția, Fondarea CIAM
- 1929, CIAM II, Frankfurt, Germania, tema conferinței a fost Locuința minimală (The Minimum Dwelling)
- 1930, CIAM III, Bruxelles, Belgia, tema conferinței a fost Dezvoltarea rațională a terenului (Rational Land Development)
- 1933, CIAM IV, Atena, Grecia, tema conferinței a fost Orașul funcțional (The Functional City)
- 1937, CIAM V, Paris, Franța, tema conferinței a fost Locuința și recuperarea (Dwelling and Recovery)
- 1947, CIAM VI, Bridgwater, Anglia, tema conferinței a fost Reconstrucția orașelor (Reconstruction of the Cities)
- 1949, CIAM VII, Bergamo, Italia, tema conferinței a fost Artă și arhitectură (Art and Architecture)
- 1951, CIAM VIII, Hoddesdon, Anglia, tema conferinței a fost Inima orașului (The Heart of the City)
- 1953, CIAM IX, Aix-en-Provence, Franța, tema conferinței a fost Habitatul uman
- 1956, CIAM X, Dubrovnik, Iugoslavia, tema conferinței a fost Habitatul uman
- 1959, CIAM XI, Otterlo, Țările de Jos, tema conferinței a fost dezmembrarea CIAM de către Team X (cunoscută și ca Echipa 10)

## A se vedea și
- Stiluri arhitecturale
- Athens Charter
- Team X  (Team 10)
- Planificare urbană
- Union of Modern Architects